# Lester Peak
Lester Peak är en bergstopp i Antarktis. Den ligger i Västantarktis. Chile gör anspråk på området. Toppen på Lester Peak är 1 181 meter över havet.
Terrängen runt Lester Peak är lite bergig. Trakten är obefolkad. Det finns inga samhällen i närheten. 